# Oblężenie Naksos
Oblężenie Naxos – starcie zbrojne, które miało miejsce w roku 499 p.n.e. Miasto oblegały wojska perskie pod dowództwem Megabatesa, wspomagane przez greckich Jonów prowadzonych przez Arystagorasa i wygnanych z Naksos arystokratów. Było to pierwsze starcie, które zapoczątkowało mające trwać pół wieku wojny perskie.
W 500 roku p.n.e., do tyrana Miletu, Arystagorasa, przybyli wygnani z wyspy Naksos arystokraci, którzy – prosząc o pomoc militarną – obiecali bogate dary i pokrycie kosztów całej wyprawy. Arystagoras przekonał w Sardes satrapę Lidii i brata króla Dariusza I, Artafernesa, że wyprawa otworzy drogę na zachód (wyspa Naksos nie była pod władaniem perskim). Arystagoras dostał 200 okrętów i 40 000 ludzi pod dowództwem Megabatesa. Wyprawa wyruszyła z Miletu wiosną 499 roku. Na samym jej początku doszło do konfliktu między Megabatesem a Arystagorasem, który bez ogródek powiedział Persowi, że ma wykonywać jego rozkazy. Jak twierdzi Herodot, oburzony Megabates – by pokrzyżować plany Arystagorasa – uprzedził Naksyjczyków o zamierzanej napaści, co pomogło mieszkańcom przygotować się do oblężenia.
Niepowodzenie wyprawy było ciosem dla Artafernesa, bowiem Arystagoras obiecywał mu łatwe zwycięstwo, a tymczasem Persowie ponieśli duże straty finansowe, z których musiał tłumaczyć się przed królem. Arystagoras zdawał sobie sprawę, że cała sprawa przekreśliła jego karierę w perskiej służbie, więc zaczął podburzać Jonów do powstania przeciw panowaniu perskiemu.

## Wprowadzenie
W roku 546 p.n.e. władca perski Cyrus II Wielki pokonał Krezusa – króla lidyjskiego - i zajął stolicę kraju, Sardes, dzięki czemu opanował całą Azję Mniejszą, a tym samym greckie polis w Jonii. Naksos to wyspa na Morzu Egejskim, największa wyspa archipelagu Cyklad. Wyspa była rządzona przez tyranów, którzy nakładali wysokie podatki, co powodowało niezadowolenie wśród mieszkańców. W roku 500 Naksyjczycy powstali przeciw arystokratom, wygnali ich z wyspy i wprowadzili demokratyczne rządy.
Wygnani arystokraci udali się do władcy Miletu Arystagorasa (pełnił on rolę tyrana podczas nieobecności teścia Histiajosa, który wbrew swej woli przebywał w Suzie jako "gość" królewski), prosząc go o wsparcie zbrojne, a w zamian proponując bogate dary i sfinalizowanie całej wyprawy. Arystagoras pojechał do Sardes, opowiedział Artafernesowi o wyspie Naksos i jej bogactwach. Wyspa nie była pod władaniem perskim, zajęcie jej otwarłoby drogę Persom na zachód. W zamian Arystagoras chciał uznania za pełnoprawnego tyrana Miletu. Liczył, że dostanie od Artafernesa 100 trier, ten jednak – zachwycony korzyściami płynącymi z wyprawy – przygotował 200 trójrzędowców z jego satrapii. Zebrał znaczną liczbę wojska, a wodzem armii i floty mianował Megabatesa, który był jego i Dariusza kuzynem.

## Przebieg działań
Wyprawa ruszyła wiosną 499 roku z Miletu. Uczestniczyła w niej mieszana flota fenicko-jońska, wojsko perskie i zaciężni arystokratów z Naksos. Megabates chciał uderzyć znienacka, by mieszkańcy Naksos nie mieli czasu na przygotowanie się do oblężenia, wyprawa obrała więc kurs na Chios.
Po dopłynięciu do tej wyspy i wyciągnięciu okrętów na brzeg (według Herodota miejsce to nazywało się Kaukasa), doszło do konfliktu, który przesądził o dalszych losach wyprawy. Gdy Megabates dokonywał inspekcji okrętów zauważył, że nikt nie pilnuje triery z Myndos. Oburzony kazał odszukać dowódcę o imieniu Skylaks, związać i przez otwór na wiosło w burcie okrętu wystawić jego głowę. Rychło doniósł ktoś Arystagorasowi, że jego przyjaciela Megabates związał i wystawił na pohańbienie. Arystagoras uwolnił skazańca, a Megabatesowi powiedział rozgniewany: "Co ciebie te sprawy obchodzą? Czyż nie posłał ciebie Artafrenes z tym, abyś mnie słuchał i płynął tam, dokąd ci każę?". Skutek był taki, że Megabates dla zemsty wysłał swoich ludzi do Naksos, by ostrzegli mieszkańców o niebezpieczeństwie.
Mieszkańcy wyspy nie wiedzieli o planowanej wyprawie, nie byli więc przygotowani na atak. Dzięki informacji zgromadzili znaczne ilości prowiantu i wzmocnili mury obronne. Kiedy wojska perskie dotarły na wyspę, Arystagoras odkrył, że Naksyjczycy przygotowani są do obrony własnego terytorium. Po 4 miesiącach oblężenia i wyczerpaniu zapasów i pieniędzy na wyprawę, flota w opłakanym stanie wycofała się do Azji Mniejszej, zostawiając wygnanym arystokratom z Naksos warowny obóz na wybrzeżu.

## Następstwa bitwy
Dla Artafernesa była to upokarzająca klęska; wszak Arystagoras obiecał mu łatwe i zyskowne zwycięstwo. Stosunki między nimi popsuły się momentalnie. Arystagoras obawiał się poważnie, że Persowie odbiorą mu panowanie nad Miletem. Ze strachu zaczął rozmyślać o buncie i wtedy właśnie przyszła tajna wiadomość od Histiajosa. Można więc stwierdzić, że oblężenie Naksos było bezpośrednią przyczyną powstania jońskiego.
Naksos zostało zdobyte przez Persów podczas ich wyprawy przeciwko Atenom w roku 490 p.n.e.